# Фестиваль пісні в Салоніках
Фестиваль пісні в Салоніках (грец. Φεστιβάλ Τραγουδιού Θεσσαλονίκης), спочатку мав назву Фестиваль грецької пісні (грец. Φεστιβάλ Ελληνικού Τραγουδιού ) — грецький конкурс та свято пісні, який  відбувався між 1959 — 1997 і 2005 — 2008 роками. Приймаючим  містом події спочатку були Афіни (1959 — 1961), але конкурс  пізніше переїхав до Салонік. Цей фестиваль був перерваний в 1997 році після 36 послідовних конкурсів, але завдяки  підтримки  грецького телебачення і радіо був відновлений в 2005 році. У 2009 році фестиваль було закрито. 
Фестиваль проводився в Палаці спорту «Αλεξάνδρειο Μέλαθρο» в Салониках.

## З історії
Перші три конкурси в Афінах були відзначені участю таких великих грецьких музикантів, як Манос Хадзідакіс і Мікіс Теодоракіс. Вперше конкурс відбувся в Салоніках у 1962 році, він був організований завдяки підтримки  Міжнародної виставці в Салоніках в партнерстві з грецької Асоціацією музики, на стадіоні YMCA.  З 1962 року  до 1980 року ведучою шоу була Алкіс Стеас. Перша пісня, що перемогла  на фестивалі в  Салоніках була  пісня  «Αλυσίδες»  у виконанні  Кеті Белінда. З 1965 року підтримку цього конкурсу здійснює  Національна телекомпанія Греції.  Крім того, у 1965 році була організована комісія суддів, відповідальних за визначення перемоги пісні, в попередні роки переможці були обрані через громадське голосування. У різні роки в конкурсі змагалися популярні грецькі співаки. У 1977 році популярна грецька співачка Анна Віссі брала участь у фестивалі і зайняла перше місце. У 1991 році грецька поп-зірка Сакіс Рувас брав участь в конкурсі.  У 1992 році в 31-у Фестивалі пісні в Салоніках брав участь Антоніс Ремос, це був перший загальнонаціональний ефір Ремоса як співака.  У 2006 року Дімітріс Мітропанос і Міхаліс Хадзіянніс в рамках фестивалю дали концерти.